# ایتاگاکی تایسوکه
ایتاگاکی تایسوکه (به ژاپنی: 板垣退助 Itagaki Taisuke) متولد ۲۱ می ۱۸۳۷، مرگ ۱۶ ژوئیه ۱۹۱۹ میلادی، سیاستمدار و رهبر جنبش آزادی و حقوق مردم (ژاپن) بود.